# 즐겨찾기 (술)
즐겨찾기는 하이트진로에서 생산/판매하는 저알코올 소주의 상품명이다. 알코올 함량은 15.5%로, 현재 생산되는 대한민국의 소주 가운데 도수가 가장 낮다.

## 브랜드 네임
'내가 좋아하고 자주 방문하는 인터넷 즐겨찾기처럼, 즐거운 사람과 즐거운 자리에서 더욱 즐겨찾게 되는 소주'라는 의미에서 이름지어졌고, 인터넷 즐겨찾기의 아이콘인 황금색 별을 심볼로 활용하였다.

## 용량
- 360밀리리터

## 연표
- 2010년 12월 6일 출시
- 2011년 1월 : 출시 1개월만에 100만병 판매 돌파[3].

## 광고
KBS 드라마 《성균관 스캔들》의 주인공 박민영이 광고 모델로 캐스팅되어, 2011년 2월부터 1년간 광고모델로 활동한다.

## 같이 보기
- 진로골드
- 참이슬
- 진로제이